# Паолуччи, Франческо
Франческо Паолуччи (итал. Francesco Paolucci; август 1581, Форли, Папская область — 9 июля 1661, Рим, Папская область) — итальянский куриальный кардинал. Секретарь Священной Конгрегации Собора с 1 января 1627 по 9 апреля 1657. Префект Священной Конгрегации Собора с 9 апреля 1657 по 9 июля 1661. Кардинал-священник с 9 апреля 1657, с титулом церкви Сан-Джованни-а-Порта-Латина с 23 апреля 1657 по 9 июля 1661.